# Olivier Rabourdin
Olivier Rabourdin, född 3 mars 1959 i Nanterre, är en fransk skådespelare.
Rabourdin har bland annat medverkat i filmerna Taken 2, Grace of Monaco samt Kärlek & avund.

## Filmografi (i urval)
- 2008 – Taken
- 2010 – Gudar och människor
- 2012 – Taken 2
- 2014 – Grace of Monaco
- 2023 – Kärlek & avund